# Nazionale maschile di pallacanestro di Malta
La nazionale maschile di pallacanestro di Malta rappresenta Malta nelle competizioni internazionali maschili di pallacanestro gestite dalla FIBA. È sotto il controllo della Malta Basketball Association.

## Storia
La nazionale di Malta partecipa al Campionato europeo FIBA dei piccoli stati, in cui ha vinto per due volte la medaglia di bronzo.
Partecipa anche al torneo di basket dei Giochi dei piccoli stati d'Europa.

## Piazzamenti
- 1988: 6º
- 1990: 7º
- 1992: 6º
- 1994: 6º
- 1996: 7º

- 1998: 5º
- 2000: 5º
- 2002: 7º
- 2004: 9º
- 2006: 8º

- 2008: 7º
- 2010:  3º
- 2012:  3º
- 2014:  2º
- 2016: 6º

- 2018:  1º

## Formazioni

### Europei dei piccoli stati
Campionato europeo FIBA dei piccoli stati 20125 Vella, 6 Pace, 7 Bugeja, 8 Schembri, 9 Meier, 10 Said, 11 Jackson, 12 Bonnici, 13 Baldacchino, 14 Sultana, 15 Deguara,        All. Paolo Di Fonzo
Campionato europeo FIBA dei piccoli stati 20144 Naudi, 5 Vella, 6 Pace, 7 Bugeja, 8 Schembri, 9 Shoults, 10 Said, 11 Jackson, 12 Sultana, 13 Falzon, 14 Axiaq, 15 Deguara,        All. Paolo Di Fonzo
Campionato europeo FIBA dei piccoli stati 20164 Borg, 5 Shoults, 6 Bugeja, 7 Caruana, 9 Schembri, 10 Vasovic, 11 Gouder, 12 Formosa, 13 Felice Pace, 14 Cappello, 15 Falzon,        All. Andrea Paccariè
Campionato europeo FIBA dei piccoli stati 20184 Vella, 5 Bugeja, 6 Pace, 7 Xuereb, 8 Shoults, 9 Dimech, 10 T. Falzon, 11 Formosa, 12 A. Falzon, 13 Gouder, 14 Cassar, 15 Deguara,        All. Andrea Paccariè
Campionato europeo FIBA dei piccoli stati 20214 Zammit, 5 Bugeja, 6 A. Felice Pace, 7 Shoults, 8 Scerri, 9 N. Xuereb, 10 T. Falzon, 11 I. Felice Pace, 12 A. Falzon, 13 K. Xuereb, 14 Cassar, 15 Engelbert,        All. Andrea Paccariè
Campionato europeo FIBA dei piccoli stati 20224 Zammit, 5 Bugeja, 6 A. Felice Pace, 7 Brincat, 8 Scerri, 9 N. Xuereb, 10 T. Falzon, 11 I. Felice Pace, 12 A. Falzon, 13 K. Xuereb, 14 Kahler, 15 Deguara,        All. Ian Walls
Campionato europeo FIBA dei piccoli stati 20241 I. Felice Pace, 5 Bugeja, 6 A. Felice Pace, 7 Tomasi, 8 Scerri, 9 N. Xuereb, 10 K. Xuereb, 12 Brincat, 13 Cassar, 14 Sjöberg, 15 Cassar, 16 Deguara,        All. Duncan Fenech

## Nazionali giovanili
- Selezioni giovanili della nazionale di pallacanestro di Malta